# لنارت نوربرگ
لنارت نوربرگ (انگلیسی: Lennart Norberg؛ زادهٔ ۲۱ ژانویهٔ ۱۹۴۹) بازیکن هاکی روی یخ اهل سوئد است.